# هیکم هاوزینگ (هاوایی)
هیکم هاوزینگ (به انگلیسی: Hickam Housing) یک منطقهٔ مسکونی در ایالات متحده آمریکا است که در هاوایی واقع شده‌است. هیکم هاوزینگ ۱۲٫۶ کیلومتر مربع مساحت و ۶٬۹۲۰ نفر جمعیت دارد و ۱٫۸۳ متر بالاتر از سطح دریا واقع شده‌است.